# J唱片公司
J唱片公司（英語：J Records）是一家美国唱片厂牌，为索尼音乐娱乐拥有与经营，并通过RCA/Jive厂牌集团发行厂牌。

## 公司历史
J唱片公司是于2000年由业界资深人士克莱夫·戴维斯从贝塔斯曼音乐集团融资了150百万美元而成立的唱片公司；在他从阿里斯塔唱片公司逐出后的同年，便着手运作一个独立的通过贝塔斯曼公司发行唱片的公司。奥利维亚是第一个签约到J唱片公司的艺人，但后来由于专辑销量不佳而不再来往。2001年，该厂牌由于一张多白金唱片《极微之歌》的首发而获得成功，这张艾莉西亚·凯斯的首张专辑在全球销了超过1000万张。同年，该厂牌有另外一个成功的白金销量的专辑 ——O-Town的首张专辑。后来，像狄安吉洛、杰米·福克斯和莫尼卡这些老牌艺术家也加入了J唱片公司，后两者在该厂牌继续取得了多白金唱片的成绩。
2002 年，贝塔斯曼收购了该公司的多数股权。同年，J唱片公司开始在RCA音乐集团旗下运作，戴维斯被任命为公司总裁兼首席执行官，并签约了美国偶像冠军范特希娅·芭里诺和鲁本·史坦德。2005年8月，J唱片公司的业务合并到阿里斯塔唱片公司旗下，尽管这两个厂牌继续发行自己的产品。

## 现艺人
- 2 way
- BC Jean[1]
- Black Buddafly
- D'Angelo
- Gavin DeGraw
- Fantasia
- 杰米·福克斯
- 珍妮佛·哈德逊
- Hurricane Chris
- Lil' Josh & Ernest
- I Nine
- 艾莉西亚·凯斯
- Emily King
- Larsiny Family
- 安妮·蓝妮克丝
- 利昂娜·刘易斯
- Luke and Q
- 巴瑞·曼尼洛
- Mario
- Mashonda
- Daniel Merriweather
- Monica
- Nina Sky
- Marsha Ambrosious
- Mike Posner
- Rhymefest
- Rico Love
- Say Anything (Doghouse/J)
- Drew Sidora
- Silvertide
- 罗德·斯图尔特
- Jazmine Sullivan
- Tyrese
- Young Savage
- Yo Gotti

## 前艺人
- 巴斯达韵
- Cassidy
- Deborah Cox
- Jimmy Cozier
- 泰勒·希克斯
- 怀克里夫·让
- Lamya
- Olivia
- Mashonda
- Next
- O-Town
- One Chance
- 珍珠果酱乐队
- Smitty[2]
- Soil
- 安琪·史东
- Ruben Studdard[3]
- Udora
- 路德·范德鲁斯
- Eddie Vedder
- The White Tie Affair
- Yung Wun